# NGC 80
NGC 80 (ook wel PGC 1351, UGC 203, MCG 4-2-4 of ZWG 479.6) is een lensvormig sterrenstelsel in het sterrenbeeld Andromeda die op ongeveer 262 miljoen lichtjaar afstand van de Aarde staat
NGC 80 werd op 17 augustus 1828 ontdekt door de Britse astronoom John Herschel.